# Апостолове (аеродром)
Ап́остолове ― поточно діючий спортивний аеродром, сертифікований злітно-посадковий майданчик (Посвідчення № ЗПМ 03-252 діє до 22.10.2024 р.). Колишній аеродром для виконання АХР.
Експлуатант ЗПМ ПП Авіаційно-спортивний клуб"
Поруч з містом є Аероклуб "Апостолове". Це найсучасніший, не тільки в Україні, а і у Європі та США, і найкращий комплекс сімейного відпочинку для тих хто любить екстремальні види спорту всією родиною.
А колектив аероклубу настільки душевний і людяний, що потрапивши сюди раз захочеться повертатися завжди!
Сайт:
http://dzapostolovo.com [Архівовано 24 січня 2022 у Wayback Machine.]
Фейсбук сторінка Аероклубу:
https://www.facebook.com/dzapostolovo2
Інстаграм:
https://www.instagram.com/aerodrom_apostolovo/
Фейсбук група:
https://www.facebook.com/groups/dzapostolovo
Ютуб:
https://www.youtube.com/watch?v=n5PW7Kml1aY [Архівовано 28 жовтня 2021 у Wayback Machine.]
Мрійте і здійснюйте свої мрії!